# حمام کرم نوغاب
حمام کرم نوغاب مربوط به اواخر دوره قاجار است و در شهرستان گناباد، محله نوقاب واقع شده و این اثر در تاریخ ۱۳ بهمن ۱۳۸۸ با شمارهٔ ثبت ۲۹۰۶۷ به‌عنوان یکی از آثار ملی ایران به ثبت رسیده است.